# Steinsøy
Steinsøy ist eine bewohnte Insel im Byfjord in der norwegischen Provinz Rogaland. Sie gehört zum Stadtteil Hundvåg der Stadt Stavanger.

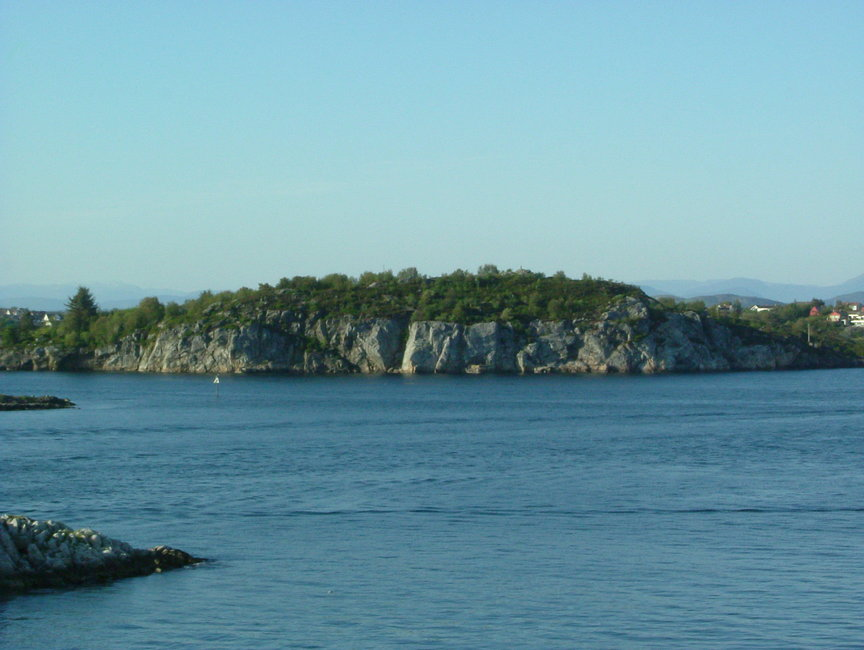
2007

Nördlich liegt die deutlich größere gleichfalls bewohnte Insel Hundvåg, östlich, getrennt durch den Steinsøyosen Ormøy und die kleine Schäreninsel Dynamittskjeret. Westlich befinden sich die Inseln Engøy und Buøy. Unmittelbar dem Nordwestufer vorgelagert, zum Teil nur in einem Abstand von 15 Metern, liegt die kleinere Insel Steinsøyholmen, zu der eine kleine Brücke führt. Vor der Südostspitze befindet sich die kleine Schäreninsel Steinsøyskjeret.
Von Nordwesten nach Südosten erstreckt sich die Insel über 460 Meter bei einer Breite von maximal etwa 240 Metern. Sie erreicht eine Höhe von bis zu 38 Metern. Im nördlichen Teil ist Steinsøy bebaut, dort befinden sich auch Anlegestellen. In der Südhälfte ist die Insel zum Teil bewaldet und fällt als Steilküste zum Südufer ab.
Im Südosten der Insel befindet sich eine auf eine Steinzeit-Siedlung zurückgehende archäologische Fundstelle.